# Ermitage Notre-Dame-du-Saint-Sépulcre
L'ermitage Notre-Dame-du-Saint-Sépulcre est une chapelle d'origine romane, située à Cavillargues dans le département français du Gard en région Occitanie.

## Localisation
La chapelle se dresse isolée dans les bois à quelques centaines de mètres de la route départementale D 166, au nord-est de Cavillargues.

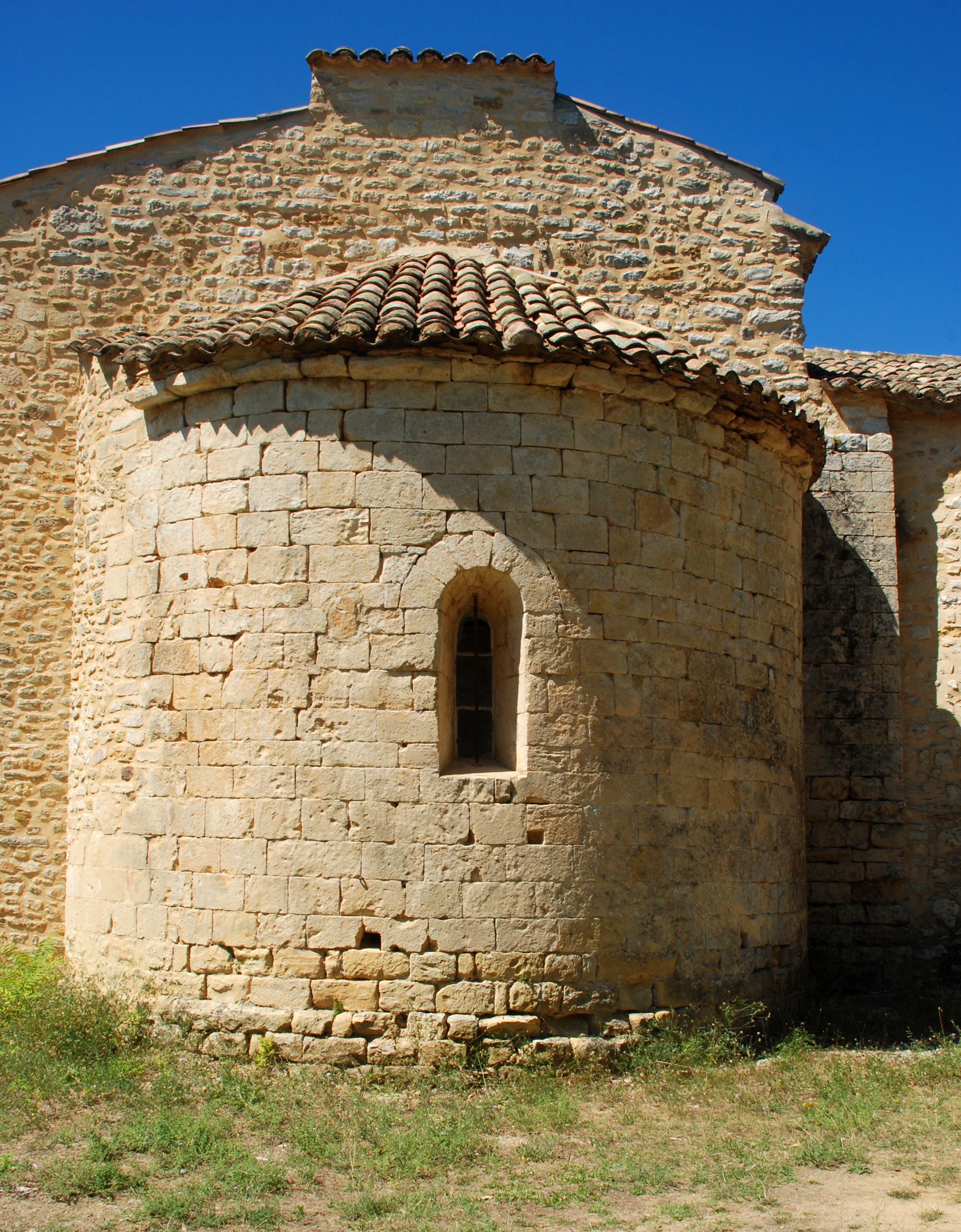
Le chevet.

## Historique[1]
L'ermitage Notre-Dame-du-Saint-Sépulcre date du XIIe siècle. Selon la tradition, c'est le chevalier Guillaume II de Sabran qui aurait fait construire cette chapelle avec son ermitage, au retour de la Première Croisade.
Au XVe siècle, elle prit le titre de prieuré. 
Devenue trop petite, la chapelle fut agrandie au XIXe siècle. Les deux chapelles latérales sont ajoutées à cette époque.
Il fait l'objet d'une inscription au titre des monuments historiques depuis le 2 mars 1981, à l'exception des deux chapelles latérales datant du XIXe siècle.

## Architecture
La chapelle primitive est d'ordre roman. Son élément le plus remarquable sont ses ogives et ses culs-de-four, à l'intérieur de l'édifice .
|  |  |